# تشارلز أو. باومان
تشارلز أو. باومان (بالإنجليزية: Charles O. Baumann)‏ هو منتج أفلام أمريكي، ولد في 20 يناير 1874 في نيويورك في الولايات المتحدة، وتوفي بنفس المكان في 18 يوليو 1931.

## وصلات خارجية
- تشارلز أو. باومان على موقع IMDb (الإنجليزية)